# سارا هادلی
سارا کورتیس (۱۶۷۶–۱۷۴۳) همسر بنجامین هادلی کشیش انگلیسی، نقاش پرتره بود.

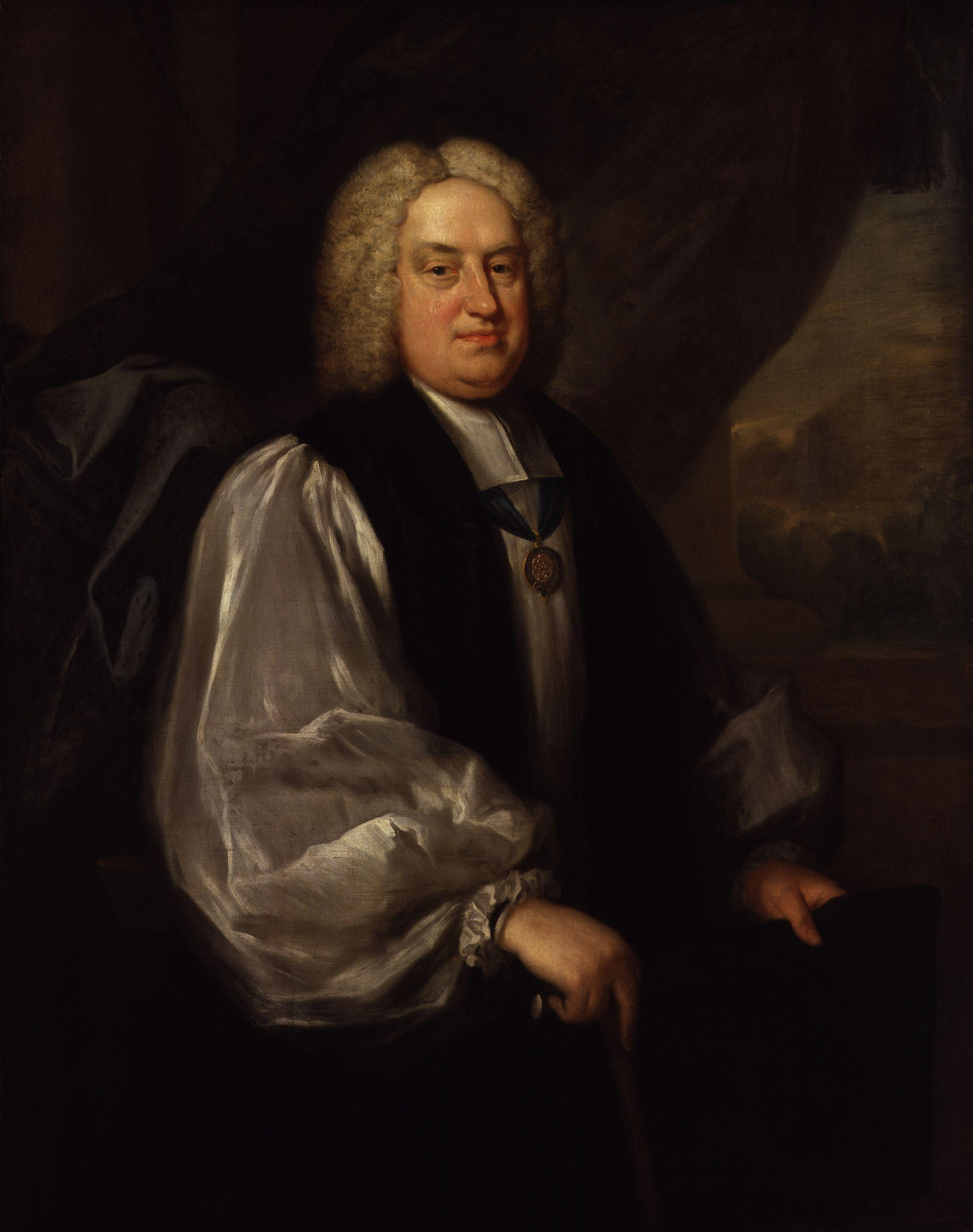
تصویری از بنجامین هادلی که توسط سارا هادلی کشیده شده. گالری ملی پرتره، لندن، حدود ۱۷۲۶–۱۷۴۳

## زندگی
سارا در سال ۱۶۷۶ متولد شد حتی قبل از ازدواج نیز به عنوان یک نقاش پرتره معروف شناخته شده بود. او شاگرد مری بیلی بود، و در میان مشتریانش ویلیام ویستون، گیلبرت برنت و شوهرش بودند. پرتره گیلبرت برنت توسط ویلیام هوگارت جکاکی شد. تصویری که از شوهرش کشید در گالری ملی پرتره لندن قرار دارد.
سارا یک بار ازدواج کرده بود و شوهر دومش بنجامین هدلی بود که در تاریخ ۳۰ می ۱۷۰۱ در کلیسای سنت جمیز ازدواج کرد. سارا هادلی در سال ۱۷۴۳ فوت کرد. کشیش دوباره در سال ۱۷۴۵ با دختر رئیس کلیسای چیچستر ازدواج کرد.

## میراث
سارا هادلی چندین نقاشی در گالری ملی دارد و یک نقاشی در گالری ملی پرتره در لندن، انگلستان.